# Ekstynkcja międzygwiazdowa
Ekstynkcja międzygwiazdowa, poczerwienienie międzygwiazdowe – suma procesów pochłaniania i rozpraszania światła w przestrzeni międzygwiazdowej przez znajdującą się tam materię (pył i gaz). Ekstynkcję w widmie ciągłym powoduje wyłącznie materia pyłowa. W związku z tym ciała niebieskie wydają się dla obserwatora mniej jasne i bardziej czerwone niż są w rzeczywistości (synonim ekstynkcji – poczerwienienie). Wynika to z faktu, że ekstynkcja maleje ze wzrostem długości fali światła. Dlatego gołym okiem nie jesteśmy w stanie obserwować centrum naszej Galaktyki, mimo że można je badać w innych zakresach widma, np. w zakresie mikrofal. Obecność ziaren pyłu w obłokach międzygwiazdowych odgrywa kluczową rolę w procesach formowania gwiazd.